# If I Had You (Adam Lambert-dal)
Az If I Had You Adam Lambert amerikai énekes For Your Entertainment című debütáló albumának harmadik kislemeze, mely 2010. május 5-én jelent meg. A dalt Max Martin, Shellback és Savan Kotecha szerezték. A szám producerei Max Martin és Shellback mellett Kristian Lundin volt.
Az If I Had You több országban is igen előkelő helyezéseket könyvelhetett el a slágerlistákon, míg más országokban fel sem tudott kerülni a kislemezlistákra. Első helyezést csak Magyarországon tudott elérni a  Mahasz Rádiós Top 40 játszási listáján 2010 decemberében. Ezen kívül a legjobb 10 közé jutott Ausztráliában, Finnországban, Lengyelországban, Kanadában és Új-Zélandon is. Az Egyesült Államokban a 34. volt a szám legjobb helyezése a Billboard Hot 100 listán. 2010 májusában Lambert, hogy népszerűsítse dalát, előadta a The Ellen DeGeneres Show-ban és a The Tonight Show with Jay Leno-ban is.

## Megjelenési forma és számlista
Ausztrál digitális EP
1. "If I Had You" (Radio Mix) - 3:46
2. "If I Had You" (Jason Nevins Radio Mix) - 3:45
3. "If I Had You" (Instrumentális változat) - 3:43

Ausztrál CD kislemez
1. "If I Had You" - 3:47
2. "If I Had You" (Instrumentális változat) - 3:46

Amerikai/Ausztrál digitális EP The Remixes
1. "If I Had You" (Radio Mix) - 3:47
2. "If I Had You" (Jason Nevins Extended Mix) - 6:44
3. "If I Had You" (Jason Nevins Robotronic Extended Mix) - 6:17
4. "If I Had You" (Dangerous Muse Remix) - 5:51
5. "If I Had You" (Morgan Page Extended Remix) - 7:53

## Slágerlistás helyezések és minősítések
| Slágerlista (2010)                      | Legjobb helyezés |
| --------------------------------------- | ---------------- |
| Ausztrál kislemezlista                  | 4                |
| Finn kislemezlista                      | 9                |
| Kanadai Hot 100 kislemezlista           | 8                |
| Lengyel rádiós lista                    | 8                |
| Német kislemezlista                     | 36               |
| Új-Zélandi kislemezlista                | 7                |
| USA Billboard Hot 100                   | 30               |
| USA Mainstream Top 40 (Pop Songs) lista | 16               |

| Slágerlista (2010)            | Helyezés |
| ----------------------------- | -------- |
| Kanadai Hot 100 kislemezlista | 34       |

| Ország     | Minősítés    | Eladás  |
| ---------- | ------------ | ------- |
| Ausztrália | Platinalemez | 70,000+ |
| Új-Zéland  | Aranylemez   | 7,500+  |

| Slágerlista                           | Legjobb helyezés |
| ------------------------------------- | ---------------- |
| Editors' Choice rádiós játszási lista | 6                |
| Rádiós Top 40 játszási lista          | 1                |
| Dance Top 40 lista                    | –                |
| Single (track) Top 10 lista           | –                |

### Első helyezések
| Előző Robbie Williams & Gary Barlow - Shame Ke$ha - Take It Off | A Rádiós Top 40 játszási lista első helyezettje 2010. november 29. - 2010. december 5. (először) 2010. december 13. - 2010. december 19. (másodszor) | Következő Ke$ha - Take It Off Rihanna - Only Girl (In the World) |

## Közreműködők
- Szerző – Max Martin, Shellback, Savan Kotecha
- Producer – Max Martin, Shellback, Kristian Lundin
- Billentyűs hangszerek – Max Martin, Shellback
- Gitár és basszusgitár – Shellback
- Felvételek – Max Martin, Shellback, Brian Warwick
- Hangkeverés – Serban Ghenea
- Hangmérnök – John Hanes
- Hangkeverő asszisztens – Tim Roberts

Forrás: A For Your Entertainment album CD füzete.

## Külső hivatkozások
- Adam Lambert hivatalos weboldala
- Az If I Had You hivatalos videóklipje

## Fordítás
- Ez a szócikk részben vagy egészben  az   If I Had You (Adam Lambert song) című angol Wikipédia-szócikk fordításán alapul.  Az eredeti cikk szerkesztőit annak laptörténete sorolja fel. Ez a jelzés csupán a megfogalmazás eredetét és a szerzői jogokat jelzi, nem szolgál a cikkben szereplő információk forrásmegjelöléseként.